# Dudum siquidem
Dudum siquidem je papeška bula, ki jo je napisal papež Aleksander VI. 25. septembra 1493.
S to bulo je papež podelil Španiji vse tiste dežele v vzhodnih vodah, ki so včasih ali pa še zmeraj pripadajo Indiji.